# Miriam Defensor Santiago

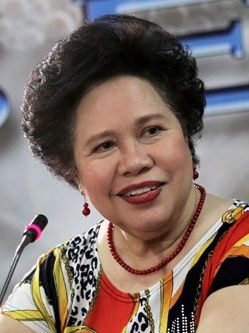
Miriam Defensor Santiago, 2012

Miriam Palma Defensor Santiago (* 15. Juni 1945 in La Paz, Iloilo City, Iloilo; † 29. September 2016 in Taguig, Metro Manila) war eine philippinische Juristin, Journalistin und Politikerin, die 1992, 1998 und 2016 erfolglos für das Amt des Präsidenten der Philippinen kandidierte sowie zwischen 1995 und 2001 und wieder seit 2004 Senatorin war. Im November 2011 wurde sie zur Richterin am Internationalen Strafgerichtshof in Den Haag gewählt und trat dieses Amt im März 2012 offiziell an, behielt aber trotzdem ihren Senatssitz. Sie war damit die erste philippinische Staatsangehörige und zugleich die erste aus einem asiatischen Entwicklungsland stammende IStGH-Richterin. Am 3. Juni 2014 erklärte sie ihren Rücktritt aus gesundheitlichen Gründen.

## Leben

### Privatleben
Ab 1970 war Defensor mit dem Zollbeamten Narciso Y. „Jun“ Santiago Jr. verheiratet, den sie während ihres Jurastudiums kennengelernt hatte und der während der Präsidentschaft Joseph Estradas Unterstaatssekretär im Ministerium für Inneres und Kommunalverwaltung war. Die beiden hatten zwei Söhne, einer der beiden beging 2003 Suizid.

### Studien und berufliche Laufbahn
Nach dem Besuch der La Paz Elementary School und der Iloilo National High School, die sie beide mit Auszeichnung beendete, begann Miriam Defensor, Tochter eines Richters und einer Collegeprofessorin, 1961 ein Studium an der Universität der Philippinen und schloss dieses 1965 mit einem Bachelor of Arts (B.A.) magna cum laude ab. Ein darauf folgendes Studium der Rechtswissenschaften an der Universität der Philippinen beendete sie 1969 mit einem Bachelor of Laws (LL.B.) cum laude.
Nach Abschluss des Studiums und der anwaltlichen Zulassung wurde sie 1970 Sonderassistentin des Justizministers und bekleidete diese Funktion zehn Jahre lang bis 1980. Daneben übernahm sie zugleich zwischen 1971 und 1974 eine Professur am Trinity College of Quezon City und war darüber hinaus auch Kolumnistin, und zwar zwischen 1972 und 1975 beim Philippine Daily Express sowie von 1976 bis 1978 beim Philippine Panorama. Im Anschluss absolvierte sie ein postgraduales Studium der Rechtswissenschaften an der University of Michigan Law School und erwarb dort zunächst 1975 einen Master of Laws (LL.M.) sowie 1976 einen Doctor of the Science of Law (S.J.D.).
Danach war Miriam Defensor Santiago von 1976 bis 1988 Lektorin an der Rechtswissenschaftlichen Fakultät der Universität der Philippinen und daneben von 1977 bis 1979 Mitglied der Filmzensurbehörde.
Zwischen 1979 und 1980 war sie als Rechtsberaterin bei Poul Hartling tätig, dem Hohen Flüchtlingskommissar der Vereinten Nationen (UNHCR) in Genf. Nach ihrer Rückkehr war sie zwischen 1981 und 1983 Rechtsberaterin im Rechtswissenschaftlichen Zentrum der Universität der Philippinen sowie zugleich 1982 Rechtsberaterin der philippinischen Botschaft in den USA.
1983 erfolgte ihre Berufung zur Vorsitzenden Richterin der 106. Kammer am Regionalgericht von Quezon City, wo sie bis 1987 tätig war. Zeitgleich war sie abermals von 1985 bis 1988 Kolumnistin des Philippine Panorama.
Nach dem Ende der Diktatur von Ferdinand Marcos wurde Miriam Defensor Santiago, die nach einem weiteren Studium der Religionswissenschaft an der Maryhill School of Theology in Quezon City auch einen Master of Arts (M.A. Religious Science) erwarb, 1988 Vorstandsmitglied der Ninoy Aquino International Airport Authority (NAIAA), dem Flughafen Manilas.
Neben diesem Amt, das sie bis 1989 bekleidete, war sie zeitgleich Vorstandsmitglied der Philippinischen Pensionsbehörde (Philippine Retirement Authority) und Mitglied der Einwanderungs- und Abschiebungskommission (Commission of Immigration and Deportation). Darüber hinaus gehörte sie von 1988 bis 1991 dem Vorstand der Verwaltung für öffentlichen Grundbesitz (Public Estates Authority) an und wurde für ihre Leistungen in der öffentlichen Verwaltung mit dem nach Ramon Magsaysay benannten Ramon Magsaysay Award for Government Service geehrt. Ab 1992 war sie Seniorpartnerin der Anwaltskanzlei Miriam Defensor Santiago Law Office.
1994 war für einige Zeit als Kolumnistin bei der Zeitung Today tätig.

#### Berufung an Internationalen Strafgerichtshof in Den Haag
Am 12. Dezember 2011 wurde Miriam Defensor Santiago mit einer großen Mehrheit von 79 von 104 Stimmen für eine neunjährige Amtszeit zur Richterin am Internationalen Strafgerichtshof (ICC) in Den Haag gewählt. Aus gesundheitlichen Gründen erklärte sie im Juni 2014 ihren Rücktritt als Richterin. Sie erklärte, dass sie am Chronischen Fatigue-Syndrom leide. Einen Monat später gab sie bekannt, dass sie an Lungenkrebs erkrankt war.

### Politische Laufbahn

#### Ministerin und Präsidentschaftskandidatin 1992
Im Juli 1989 wurde Miriam Defensor Santiago bis Januar 1990 für kurze Zeit Ministerin für Agrarreformen in der Regierung von Präsidentin Corazon Aquino und war in dieser Funktion auch zeitgleich Vorstandsmitglied der Land Bank of the Philippines (LBP).
Sie gründete 1990 die Bewegung für einen verantwortungsvollen öffentlichen Dienst (Movement for Responsible Public Service) und wurde deren Vorsitzende.
Nachdem sie die People’s Reform Party (PRP) gegründet hatte, kandidierte sie am 11. Mai 1992 selbst für das Amt der Präsidentin. Bei der Wahl unterlag sie allerdings dem ehemaligen Verteidigungsminister Fidel Ramos, der mit 5.342.521 Wählerstimmen (23,58 Prozent) zum Präsidenten gewählt wurde, während sie mit 4.468.173 Wählerstimmen (19,72 Prozent) den zweiten Platz belegte. Ihr „Running Mate“ für das Amt des Vizepräsidenten, Ramon Magsaysay, Jr., errang mit 2.900.556 Wählerstimmen (14,2 Prozent) nach Joseph Estrada, Marcelo B. Fernan und Emilio Mario Osmeña lediglich den vierten Platz unter den sieben Kandidaten für das Amt des Vizepräsidenten.

#### Senatorin und Präsidentschaftskandidatur 1998
Im Mai 1995 wurde sie erstmals für eine sechsjährige Wahlperiode zur Senatorin gewählt und vertrat bis 2001 die PRP im Senat.
Bei den Präsidentschaftswahlen am 11. Mai 1998 kandidierte sie abermals für das Amt der Präsidentin, landete aber diesmal mit 797.206 Wählerstimmen (2,96 Prozent) nach dem zum Präsidenten gewählten Joseph Estrada (10.722.295 Wählerstimmen), Jose De Venecia Jr., Raul Roco, Emilio Mario Osmeña, Alfredo Lim und Renato de Villa abgeschlagen auf dem siebten Platz unter den zehn Kandidaten für das Präsidentenamt. Ihr diesmaliger „Running Mate“ für das Amt des Vizepräsidenten, Francisco Tatad, belegte mit 745.389 Wählerstimmen (2,91 Prozent) nach Gloria Macapagal-Arroyo (12.667.252 Wählerstimmen), Edgardo Angara, Oscar Orbos und Sergio Osmeña III den fünften Platz unter den neun Kandidaten für das Vizepräsidentenamt.

#### Seit 2004
Bei den Senatswahlen am 10. Mai 2004 wurde Miriam Defensor Santiago wiederum für eine sechsjährige Amtszeit zur Senatorin gewählt und erreichte mit 12.187.401 Wählerstimmen den siebten Platz bei den zwölf zu vergebenden Senatsmandate. Während dieser Zeit war sie sowohl Vorsitzende des Senatsausschusses für Energie (Committee on Energy) als auch des Senatsausschusses für Auswärtige Beziehungen (Committee on Foreign Relations).
Bei den letzten Senatswahlen am 10. Mai 2010 wurde sie mit 17.344.742 der Wählerstimmen in ihrem Senatorenamt bestätigt und belegte diesmal nach Ramon Revilla jr. (19.513.521 Wählerstimmen) und Jinggoy Ejercito Estrada (18.925.925 Wählerstimmen) den dritten Platz unter den zwölf zu vergebenden Senatssitzen. In dem für die Legislaturperiode amtierenden 15. Kongress war sie nunmehr Vorsitzende des Senatsausschusses für Verfassungsänderungen und die Überarbeitung von Rechtsvorschriften und Gesetzen  (Committee on Constitutional Amendments, Revision of Codes and Laws).
Bei der Präsidentschaftswahl im Mai 2016 trat sie erneut als Kandidatin der PRP an. Ihr „Running Mate“ (bevorzugter Vizepräsidentschaftskandidat) war Ferdinand „Bongbong“ Marcos Jr., der Sohn des einstigen Diktators Ferdinand Marcos. Sie kam mit 3,4 % der Stimmen auf den fünften und letzten Platz.

## Auszeichnungen (Auswahl)
- 1988 Magsaysay Award for Government Service[11]
- 1988 Gold Vision Triangle Award for Government service, YMCA Philippines[12]
- 1989 Doctor of Laws honoris Causa, Centro Escolar University
- 1989 Doctor of Laws, honoris causa, Xavier University, Ateneo de Cagayan de Oro
- 2017 Quezon Service Cross postum[12]